# Dobbeltkokosnød
Dobbeltkokosnød eller maldivisk nød (Lodoicea maldivica) er en art i palme-familien, som forekommer endemisk på øerne Praslin (inkl. naturreservatet Valle de Mai) og Curieuse i østaten Seychellerne ud for Østafrika. Arten er den eneste i slægten Lodoicea.
Palmen er 20-30 meter høj, med op til 0,5 meter lange og 10-25 kilo tunge, olivengrønne frugter med en dyb indskæring med navnet dobbeltkokosnød, hvis tykke skal med trævler omslutter ét eneste frø. Dette er verdens største træfrugt, der har en nærende kerne ligesom kokosnødder.
Plantens stamme anvendes til palisader, trug med mere. De vifteformede blade til hustage, fletværk med mere. 
Den britiske regering beskyttede Lodoicea mod udryddelse ved at frede den.

## Billeder
- Umodne frugter.
- Moden nød.
- Moden museumsnød.
- Hanplantes blomsterstand.